# Татур, Виктория Владимировна
Татур Виктория Владимировна (род. в 1985 году) — российский прозаик.

## Биография
Родилась 9 декабря 1985 года в городе Ташкенте Узбекской ССР. Окончила Российский государственный педагогический университет им. А. И. Герцена (факультет филологии). Прозаик, автор произведений для детей. Член Союза писателей России.Член СоюзДетЛита. Редактор журнала "Формаслов". Живёт в Москве.
Автор книг: "В Пупках и не такое бывает!", "Новогодний калейдрскоп и легенды Дрыгунца", "Нанозавры", "Софи и волшебная лента", "Смотри, как я могу!", "На макушке лета".
Публиковалась в журналах "Костер", "Электронные пампасы", "Роман-газета", "Простокваша", «День и ночь», «Кольчугинская осень», «Литературный маяк», «Проспект», «Аватарка», «Путеводная звезда. Школьное чтение», сетевых изданиях «ЛиTERRAтура», «Формаслов». Произведения включены в сборники «Валины сказки» (2017), «О бабушках и дедушках» (издательство «Астрель-СПб», 2018), «Таинственная планета» (издательство "Астреот-СПб", 2020).

## Награды и премии
- Победитель литературного конкурса «Валины сказки» (2018);
- Победитель литературных конкурсов Михайловского заповедника им. А. С. Пушкина (2018, 2019);
- Победитель литературного конкурса «Первая книга» (2019);
- Финалист литературной премии партии «Справедливая Россия» (2020).
- Победитель в номинации «Детская литература» Международной премии им. Фазиля Искандера (2022)

## Современники о Виктории Татур
Андрей Тимофеев: «Эта внешне простая история удивляет тем, что за каждой деталью в ней открывается или характер, или новая психологическая грань ситуации. Так у айсберга мы видим только внешнюю часть, но догадываемся о существовании внутренней. Взрослеющая Танюха, влюблённый в неё Улугбек, мудрая бабушка и, конечно же, несчастная Раскуку — всех их видишь перед собой, всех постепенно начинаешь понимать и всем по-своему сопереживаешь».